# Alexeï Abrikossov
Pour les articles homonymes, voir Abrikossov.
Alexeï Ivanovitch Abrikossov (Алексе́й Ива́нович Абрико́сов), né le 20 février 1824 à Moscou et mort le 31 janvier 1904 à Moscou, est un entrepreneur russe, membre de la dynastie Abrikossov, fondateur de l'usine de confiserie « Compagnie A. I. Abrikossov et Fils », propriétaire de magasins de confiserie, de produits exotiques et de thé à Moscou, Saint-Pétersbourg et Odessa. Il reçoit le titre de fournisseur de la Cour de sa majesté impériale, préside le conseil de la Banque des comptes et devient dans la table des rangs, conseiller d'État effectif.

## Biographie

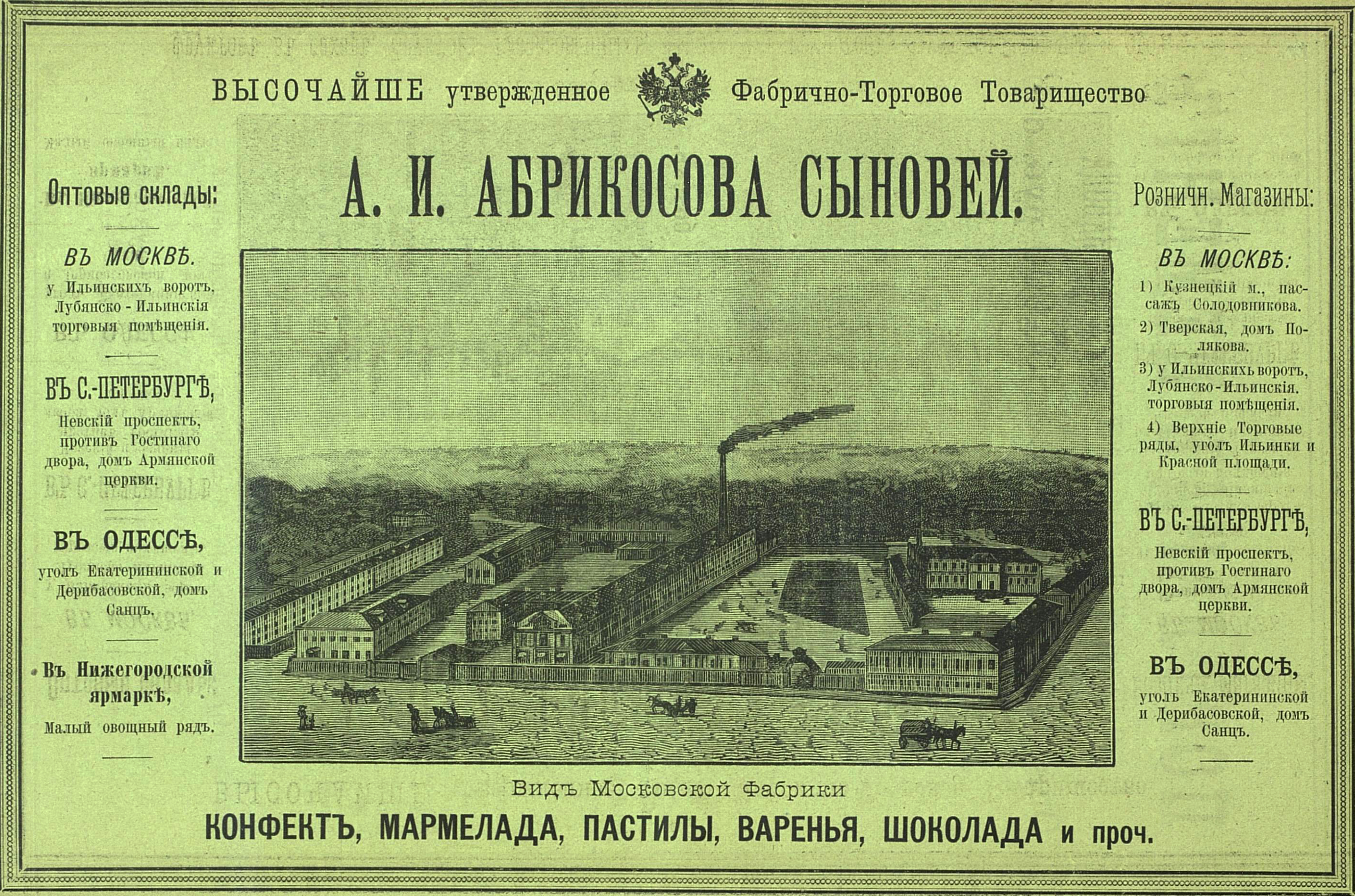
Vue de l'usine dans une réclame de l'annuaire de 1896.

Alexeï Abrikossov est le petit-fils du fondateur de cette dynastie entrepreneuriale, Stepan Nikolaïevitch, venu avec ses fils à Moscou de sa province de Penza à l'âge de soixante-quatre ans pour continuer à vendre ses confitures et ses marmelades, cette fois-ci dans la deuxième ville de l'Empire. Le nom de la famille devient en 1814 Abrikossov (du mot abricot). Alexeï Ivanovitch étudie à la prestigieuse académie pratique des sciences commerciales, mais ne termine pas son cycle, car son père Ivan fait faillite et il est obligé de travailler au comptoir de chez Hofmann, important épicier et surtout négociant en sucre. Tout au long de sa vie, il donnera des fonds pour le développement de l'académie. Il travaille donc d'abord en tant que salarié comptable, puis devient entrepreneur indépendant en 1847. Il épouse en 1849 Agrippina Alexandrovna Moussatova, fille d'un richissime entrepreneur moscovite dans le tabac et la parfumerie. Cinq mille roubles (somme importante à l'époque) de dot servent à démarrer le capital de l'entreprise de confiserie d'Abrikossov. Agrippina Abrikossova met au monde vingt-deux enfants, dix fils et douze filles, dont dix-sept atteignent l'âge adulte. Les aînés Nikolaï et Anna aident à la bonne marche de la première confiserie ouverte par leur père. Peu à peu l'entreprise produit cinq cents tonnes de produits par an pour plus de 325 000 roubles,.
Au printemps 1879, la « Compagnie A. I. Abrikossov et Fils » acquiert un terrain de quatre hectares rue Malaïa Krasnosselskaïa dans le quartier de Sokolniki à Moscou. Une nouvelle usine est construite. Pour l'époque c'est une grande usine, puisque 1 900 ouvriers et employés y travaillent au tournant du siècle. Quatre mille tonnes par an de caramel, de bonbons, de chocolat et de biscuits y sont produits. En 1899, la compagnie reçoit le titre honorifique de fournisseur de la Cour de sa majesté impériale. Abrikossov est surnommé le « roi du chocolat russe », ses affiches publicitaires sont connues dans tout l'Empire. En outre, Alexeï Abrikossov dirige un commerce de produits exotiques et de thé les « Frères K. et S. Popov » depuis 1883. La confiserie au détail principale de la Compagnie Abrikossov se trouvait au passage Solodovnikov donnant pont des Forgerons, rue commerçante élégante en plein centre de Moscou, derrière le Bolchoï. Il y avait aussi à Moscou un magasin à la Porte Saint-Élie (Ilinskie Vorota), place Loubianka, un autre rue Tverskaïa, les « Champs-Élysées » de Moscou, et une boutique aux rangées des marchands sur la place Rouge; un magasin à Saint-Pétersbourg sur la célèbre perspective Nevsky, près de l'église arménienne; un magasin à Odessa, en plein centre, à l'angle de la rue Deribas et de la rue Sainte-Catherine; la confiserie est aussi présente au marché de Nijni Novgorod (avec sa gigantesque foire annuelle) grâce à un grand entrepôt.
Alexeï Abrikossov était le fondateur de la Société du Crédit mutuel de la guilde des marchands de Moscou (1869), fondateur et président du conseil de la Banque des Comptes (1880-1902).
Alexeï Ivanovitch Abrikossov et son épouse sont inhumés au cimetière du monastère Novo-Alexeïevo. Celui-ci est fermé par les autorités soviétiques en 1926 et le cimetière est détruit.

## Bonnes œuvres

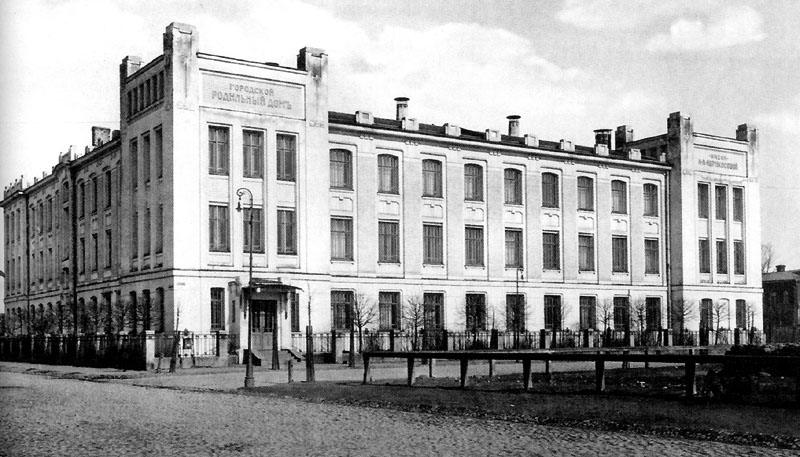
Vue vers 1900 de la maternité fondée par Agrippina Abrikossova à Moscou (architecte Illarion Ivanov-Schitz).

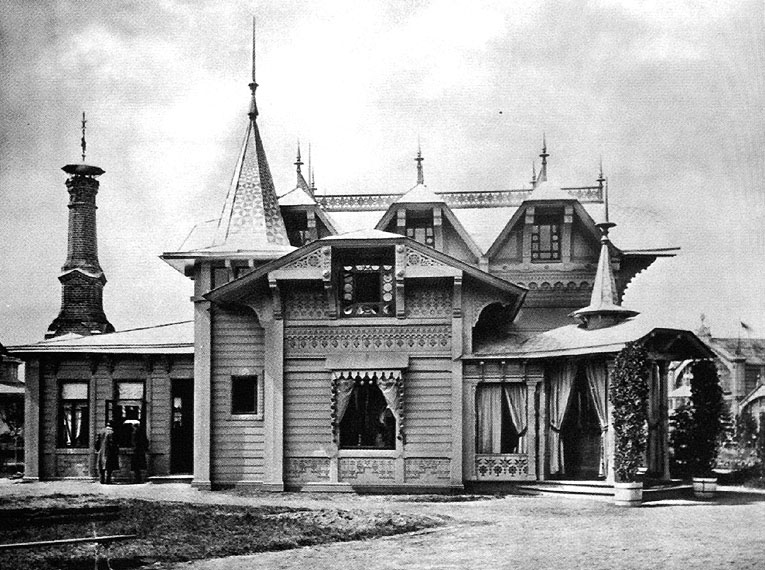
Pavillon d'exposition de la Compagnie Abrikossov en 1912 à Moscou (architecte Ilya Bondarenko).

Pendant la guerre de Crimée, Abrikossov verse cent roubles annuels aux hôpitaux de campagne. Il devient plus tard membre du comité d'aide aux familles des victimes de guerre de la guerre russo-turque de 1877-1878. En 1880, il entre au conseil de la Société de la Maison de la guilde des marchands de Moscou concernant les logements gratuits. Il est aussi marguillier de l'église de la Dormition de la rue Pokrovka.
Son épouse Agrippina ouvre en 1899 une maternité gratuite avec service de gynécologie, place Miousskaïa à Moscou. Elle verse 100 000 roubles pour la construction, somme considérable, dont l'architecte est Illarion Ivanov-Schitz; la ville de Moscou contribue ensuite aussi à la fondation (plus de la moitié) qui prend alors le nom d'Agrippina Abrikossova en 1906. Après la révolution d'Octobre, elle prend le nom de la femme de Lénine, Kroupskaïa. La maternité a retrouvé le nom de sa fondatrice en 1994.

## Distinctions

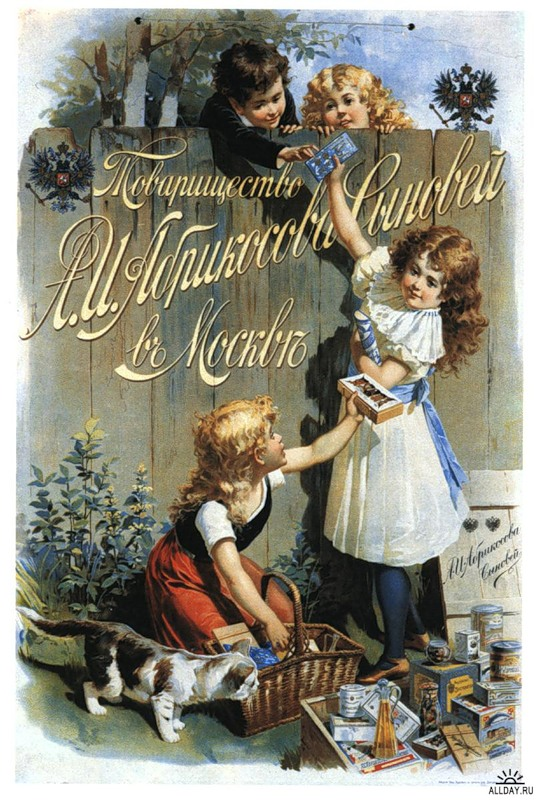
Affiche de publicité de la compagnie, vers 1900.

Il reçoit en 1870 le titre de bourgeois d'honneur à titre héréditaire et l'Empire lui donne le rang honorifique de conseiller de commerce en 1879. Il est ensuite inscrit à la table des rangs en tant que conseiller d'État effectif. Il obtient la médaille d'or « pour zèle » avec ruban de Saint-André (1876), l'ordre de Sainte-Anne et l'ordre de Saint-Stanislas de 2e classe.

## Source
- (ru) Cet article est partiellement ou en totalité issu de l’article de Wikipédia en russe intitulé « Абрикосов, Алексей Иванович (предприниматель) » (voir la liste des auteurs).